# Morvant Caledonia United
Caledonia AIA – założony w 1979 roku trynidadzko-tobagijski klub piłkarski mający swoją siedzibę w mieście Malabar. Swoje mecze domowe rozgrywa na obiekcie Larry Gomes Stadium.

## Historia
Klub został założony w 1979 roku. W 2005 roku Caledonia AIA połączyła się z firmą Arima/Morvant Fire i zmieniła nazwę na Caledonia AIA Fire. W tym samym roku zajęli 4. miejsce w lidze. 5 października 2007 roku Caledonia przegrała 2:0 z W Connection w finale Pucharu Ligi. W 2008 roku "Men from Morvant" zdobyli Puchar Trynidadu i Tobago i Pro Bowl.

## Osiągnięcia
- Puchar Trynidadu i Tobago (1): 2008
- Pro Bowl (1): 2008